# Azúrszárnyú hegyitangara
Az azúrszárnyú hegyitangara (Anisognathus somptuosus) a madarak osztályának verébalakúak (Passeriformes) rendjébe és a tangarafélék (Thraupidae) családjába tartozó faj.

## Rendszerezése
A fajt René Primevère Lesson francia ornitológus írta le 1831-ben, a Tachyphonus nembe Tachyphonus somptuosus néven. Besorolása vitatott, egyes szervezetek a Compsocoma nembe helyezik Compsocoma somptuosa néven.

## Alfajai
- Anisognathus somptuosus alamoris (Chapman, 1925)
- Anisognathus somptuosus antioquiae (Berlepsch, 1912)
- Anisognathus somptuosus baezae (Chapman, 1925)
- Anisognathus somptuosus cyanopterus (Cabanis, 1866)
- Anisognathus somptuosus flavinucha (Orbigny & Lafresnaye, 1837)
- Anisognathus somptuosus somptuosus (Lesson, 1831)
- Anisognathus somptuosus venezuelanus (Hellmayr, 1913)
- Anisognathus somptuosus victorini (Lafresnaye, 1842)
- Anisognathus somptuosus virididorsalis (Phelps & W. H. Phelps Jr, 1949)[1]

## Előfordulása
Az Andok fennsíkjain Bolívia, Kolumbia, Ecuador, Peru és Venezuela területén honos. Természetes élőhelyei a szubtrópusi és trópusi hegyi esőerdők. Állandó, nem vonuló faj.

## Megjelenése
Testhossza 17 centiméter, testtömege 33-56 gramm.
|  |

## Életmódja
Rovarokkal, gyümölcsökkel és magvakkal táplálkozik.

## Természetvédelmi helyzete
Az elterjedési területe nagyon nagy, egyedszáma pedig stabil. A Természetvédelmi Világszövetség Vörös listáján nem fenyegetett fajként szerepel.

## További információ
- Képek az interneten a fajról
- Internet Bird Collection - videók a fajról
- Xeno-canto.org - a faj hangja és elterjedési területe